# 最低生活費用標準
《最低生活費用標準》為台灣制定各項社福法令、制度、辦法、要點中，規範低收入戶或中低收入戶標準的數據。《最低生活費用標準》計算，係依中華民國行政院主計處公布的不同行政區劃最近一年平均每人消費支出60％訂定。
1980年《社會救助法 （页面存档备份，存于）》未訂定前，該標準或因應此標準設定的社福補助方法屬單行法規，不過標準與現今實施標準基本相同。比方2000年當選之中華民國總統陳水扁未成年時之家庭，就曾於社助法未實施前，依照「總收入未超過最低生活費用標準」被列入低收入戶，並接受地方政府之社福經濟補助。而當時陳家適用之「全戶人口均無工作能力、無恆產、無收益，非靠救助無法生活者」細項的「第一款低入戶」，即俗稱的三級貧民或三級貧戶。

## 簡介
依照此標準訂定的福利門檻，攸關老人福利、敬老津貼、甚至各種醫療補助。簡言之，凡中華民國國民在於特定條件下（如無恆產），如果個人或家庭平均每人每月所得低於《最低生活費用標準》下，則稱為低收入戶。略高於此標準者，則稱為中低收入戶。而這範圍之個人或家庭，就可依照各項法令申請社會救助，生活扶助、醫療補助、急難救助與災害救助。
就法源來說，最低生活費用標準訂定源自《社會救助法》，該法明定該標準「由中央、直轄市主管機關參照中央主計機關所公布當地區最近一年平均每人可支配所得中位數百分之六十定之，並於新年度計算出之數額較現行最低生活費變動達百分五以上時調整之。直轄市主管機關並應報中央主管機關備查。」

## 計算
《最低生活費用標準》的基準點為所在行政區劃之平均生活消費支出數據。其中，行政區劃區分為台灣省、台北市、新北市、桃園市、台中市、台南市、高雄市與福建省（金門縣與連江縣）八區域。
低收入戶裡面又分為三款。第三款者為「全戶人口中有工作能力者未超過三分之一，而全戶總收入未超過最低生活費用標準者」，第二款者為「全戶人口中有工作能力者未超過三分之一，而全戶總收入未超過最低生活費用標準三分之二者」而第一款者則是「全戶人口均無工作能力、無恆產、無收益，非靠救助無法生活者」，而第一款收入戶又有非正式的「三級貧民」、「三級貧民戶」、「三級貧戶」的俗稱。

## 引用範例
與台灣社福制度關係密切的最低生活費用標準，於中華民國各項法律大量引用，而通常是用來福利施予的門檻與標準。舉例而言，《中低收入老人生活津貼》裡面，就規定老人所寄籍家庭，「未達最低生活費用標準1.5倍者」，每月發給新台幣7,200元。而達最低生活費用標準1.5倍以上未達2.5倍者，每月發給新台幣3,600元。

## 引用最低生活費用標準的法令
除了《中低收入老人生活津貼》之外，就今中華民國法令而言，攸關最低生活費用標準的法令相當多，約計有數十種法律辦法所設門檻與此標準有關，這裡面，尚不包含單行法規或條例辦法，
涉及最低生活費用標準的主要法令計有：
- 醫療法
- 全民健康保險法
- 法律扶助法
- 刑事訴訟法
- 老人福利法
- 兵役法
- 縣市醫療補助辦法
- 服兵役役男家屬生活扶助實施辦法
- 替代役役男服役期滿後召集服勤實施辦法
- 三歲以下兒童醫療補助辦法
- 身心障礙者生活托育養護費用補助辦法
- 敬老福利生活津貼暫行條例
- 特殊境遇婦女家庭扶助條例
- 緊急救護辦法
- 災區民眾重建資金利息補貼作業辦法
- 國軍老舊眷村改建條例
- 中央對直轄市及縣（市）政府補助辦法
- 中央統籌分配稅款分配辦法
- 公益彩券發行條例
- 高級中等以上學校學生就學貸款辦法
- 國民小學辦理兒童課後照顧服務及人員資格標準
- 身心障礙學生身心障礙人士子女及低收入戶學生就學費用減免辦法
- 教育部補助留學生就學貸款辦法